# Pershing County
Pershing County je okres na severozápadě státu Nevada ve Spojených státech amerických. Žije zde přibližně 6 700 obyvatel. Správním sídlem okresu je město Lovelock, které je také jedinou obcí okresu (ostatní sídla se nacházejí v nezařazeném území). Celková rozloha okresu činí 15 713 km². Založen byl roku 1919 a pojmenován byl podle Johna J. Pershinga, amerického generála z doby první světové války.